# Bataille de Hermosillo
Pour un article plus général, voir Gaston de Raousset-Boulbon.
La bataille de Hermosillo est un affrontement ayant eu lieu à Hermosillo opposant des troupes de l'armée mexicaine menées par Miguel Blanco à des colons français menés par Gaston de Raousset-Boulbon. Elle se scelle par la victoire des français qui prennent la ville avant de se retirer.